# Filipendula vestita
Filipendula vestita là loài thực vật có hoa trong họ Hoa hồng. Loài này được (Wall. ex G. Don) Maxim. mô tả khoa học đầu tiên năm 1879.